# 配当性向
配当性向（はいとうせいこう、英: Dividend payout ratio）は、財務分析の指標の一つで、当期純利益のうち配当として株主に配分する割合をパーセントで示す。企業の株主還元を測る目安となる。

## 計算方法
下記の通り、配当金の総額を当期純利益で除して求められる。1株あたりの配当金・純利益からも同じ結果が得られる。
配当性向 = 年間の配当金総額 ÷ 当期純利益 × 100
配当性向 = 一株当たり配当金 ÷ 一株当たり当期純利益 × 100
例えば、当期純利益が10億円、配当金総額が3億円の場合は配当性向30%。発行済株式が20万株の場合は1株あたりの当期純利益が5000円、1株あたりの配当金は1500円で、同じく配当性向30%となる。配当性向が100%を超える場合は、純利益を超える金額を配当に回していることになる。配当性向がマイナスになる場合では純損失が出ているにもかかわらず配当を出していることになる。これらは、安定配当を行ううえで一過性の減益や赤字決算の際にも起こりうるが、この状態が継続するような場合には減配や経営破綻のリスクも生じる。会社法第461条では分配可能額を定めており、これを越えた配当は、いわゆる「蛸配当」と呼ばれ違法となる。会社法第462条では、当該金銭の交付を受けた者は善意・悪意を問わず、交付を受けた金銭等の帳簿価額に相当する金銭を支払う義務を負うと定められている。日本の旧商法では配当金、内部留保のほか役員賞与も利益処分として会計処理されてきたが、2005年に成立した会社法では費用として処理され、純利益を算出する時点ではすでに差し引かれている。よって、純利益は株主還元と内部留保のいずれかに配分されることが基本となる。
株主還元には、配当や株主優待の外に自社株買いが行われることがある。配当と自社株買いの総額を元に「総還元性向」をインベスター・リレーションズの一環として投資家に開示する企業もある。
総還元性向 = （年間の配当金総額 + 自社株買いの総額） ÷ 当期純利益 × 100
配当性向に似た用語に配当利回りがあるが、配当金額を株価で割ったものであり、別の指標である。

## 傾向
日本で初めて設立された株式会社は1873年（明治6年）の第一国立銀行で、国立銀行条例に基づき資本金の20%に達するまで純益の10%以上を内部留保とし、純益金が資本金の10%以上の場合は73%、同10%未満3%以上の場合は75%を配当とする旨を内規で定めた。
戦後の日本の株式市場では安定配当が重視され、配当性向は低く抑えられてきた。1960年代から2001年度までは配当の大幅な増減がなく、金融業・保険業を除く全産業において純利益と配当金の連動は見られなかった。配当金は純利益または過去の利益を積み立てた利益剰余金を原資とすることが基本であるが、2001年6月の商法改正により法定準備金（資本準備金および利益準備金）の積み立て基準が緩和され、資本剰余金を配当原資とすることが可能になった。そのメリットとして、赤字でも継続して配当を出すことができるが、反面、業績の芳しくない企業が苦肉の策として資本剰余金配当を行っていると市場からネガティブなイメージでとらえられることもある。2002年度以降は配当金額は上昇し、2006年度に下落に転じたものの2011年度以降は再び上昇している。社団法人生命保険協会の調査によると、2011年から2019年の上場企業の株主還元の数値目標は30%前後で推移している。
配当性向は内部留保率と表裏の関係にあり、配当性向が低いことは成長原資として内部留保を蓄えていると捉えることができる。一般に、ベンチャーなど成長期の企業は、利益を投資に回し企業価値を向上させることが期待されるため、配当性向を低く抑える、あるいは配当を行わない傾向にある。対して、成熟期にある企業は投資家から高い配当性向を期待される。
一般に米国株は日本株に比べて配当性向が高く、3か月ごとの四半期配当を行う企業も少なくない。2022年12月末では、東証株価指数構成企業35.18%に対し、S&P 500構成企業は40.85%であった。ジョンソン・エンド・ジョンソンやザ コカ・コーラ カンパニー、マクドナルドなど30年以上配当を増額する企業がある一方、Amazon.comやMeta、Alphabetなど無配の大手企業もある。日本企業でも、三ツ星ベルトやパイオラックスなどは利益のすべてを株主還元に充てる「配当性向100%」を表明している。高すぎる配当性向はそれ以上の増配の余地に乏しく、減益の際には減配のリスクも生じることから、必ずしも投資家から好まれるわけではない。